# Дьярмати, Дежё
Дежё Дьярмати (венг. Gyarmati Dezső; 23 октября 1927, Мишкольц — 18 августа 2013, Будапешт) — венгерский ватерполист, самый титулованный спортсмен в истории водного поло на Олимпийских играх. Принял участие в пяти подряд Олимпиадах (1948—1964), на которых выиграл в составе национальной сборной три золотые, одну серебряную и одну бронзовую награду. Двукратный чемпион Европы (1954, 1962). Выступал за венгерские клубы «Уйпешт» и «Ференцварош».

## Биография

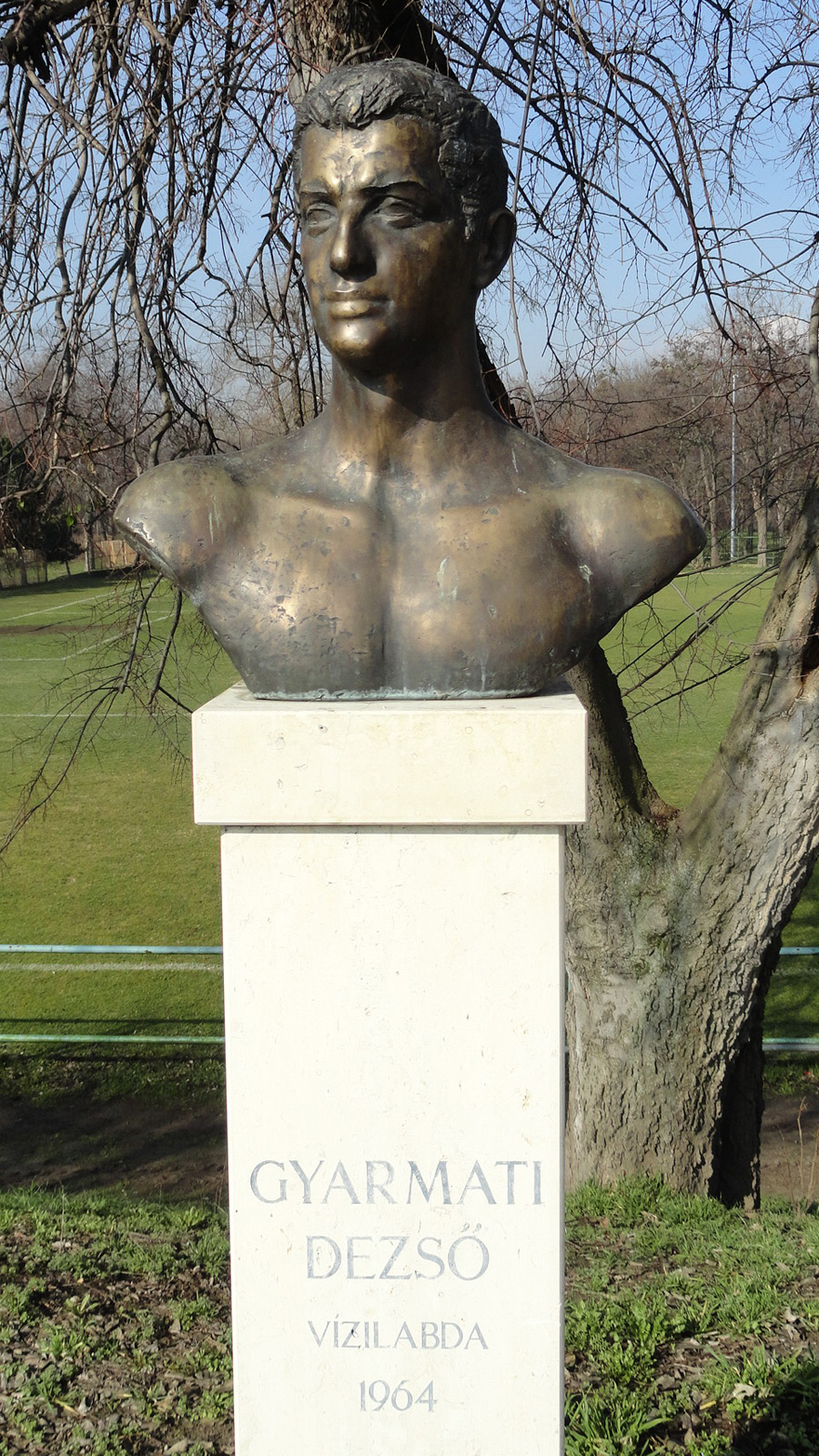
Бюст Дёже Дьярмати

Дьярмати считался одним из самых быстрых ватерполистов своего времени, его личный рекорд на дистанции 100 метров составлял 58,5 секунд. Будучи от природы левшой, в игре использовал обе руки для бросков, мог выступать как на передней линии, так и сзади. Провёл более 100 матчей в составе национальной сборной, в том числе был участником знаменитого матча на Олимпийских играх 1956 года между сборными Венгрии и СССР, получившего название «Кровь в бассейне».
После окончания карьеры стал тренером, возглавлял «Ференцварош», «Вашаш», сборную Венгрии в 1970-е и 1980-е годы, в частности привёл команду к победе на Олимпийских играх 1976 года в Монреале и первом чемпионате мира в Югославии. Был одним из руководителей федерации водного поло Венгрии, написал ряд книг об этом виде спорта.
В 1990 году в результате парламентских выборов стал членом венгерского парламента от победившей партии Венгерский демократический форум.
В 1976 году был включён в Международный зал славы плавания. В 1994 году стал кавалером командорского креста венгерского ордена Заслуг, в 2010 году стал кавалером Большого креста ордена Заслуг (высшая степень для не глав государств).

## Семья
Дьярмати был женат на венгерской пловчихе Эве Секей (1927—2020), выигравшей в 1952 году олимпийское золото на дистанции 200 метров брассом, а в 1956 году на Олимпийских играх ставшей на этой же дистанции второй. Их дочь Андреа Дьярмати (род. 1954) также стала пловчихой и принимала участие в Олимпийских играх 1968 и 1972 годов. В 1972 году она выиграла две олимпийские медали — серебро на дистанции 100 метров на спине и бронзу на 100 метрах баттерфляем. Андреа была замужем за венгерским байдарочником Михаем Хесом (род. 1943), олимпийским чемпионом 1968 года.
Вторым браком Дьярмати был женат на актрисе Маргит Баре, от которой у него родилась дочь Эстер. Она вышла замуж за пловца  Золтана Силадьи (род. 1967), который выступал на Олимпийских играх 1988, 1992 и 2000 годов, был многократным чемпионом Венгрии. Дочь Эстера и Золтана Лилиана (род. 1996) также стала пловчихой, выиграла два золота юношеских Олимпийских играх 2014 года, а также выступала на «взрослых» Олимпийских играх 2012 и 2016 годов, была призёром чемпионата Европы, побеждала на чемпионатах Венгрии. В декабре 2021 года Лилиана обвинила своего отца Золтана в абьюзивном поведении, которое касалось не только самой Лилианы, но и её матери Эстер.